# LOVE³ -Love Cube-
《LOVE³ -Love Cube-》是由NEKO WORK H製作於2019年7月25日在Steam發售的戀愛冒險類型美少女遊戲，盒裝版於7月26日發售，遊戲分全年齡版和18禁版。臺灣由未來數位代理盒裝版。

## 故事
無名又窮困的色情漫畫家綴木壹成，得知黑貓可能是神明的使者後，便向自己所照顧的小黑（クロ）許願希望能找到他的幸福。不久後他的編輯東坊城聖介紹他擔任有名色情漫畫家的助手，壹成在接受新工作後來到工作室意外發現該名漫畫家和另名助手是志鷹伊織與天羽和花。然而由於喜歡壹成的她們也同樣依序向小黑許願，神明得知後便將他們的住家暫時無法居住，壹成等人便決定住在工作室開始同居生活。

## 角色
綴木壹成
本作的男主角，21歲色情漫畫家，筆名「壹練」（イチネリ）。從小學夢想成為漫畫家，高中畢業後來到東京就職，由於一直默默無名導致陷入貧困生活。
志鷹伊織（聲優：葉山モモ）
業界有名的21歲色情漫畫家，筆名「伊士鷹」（イシタカ）。過去曾是壹成的鄰居，兩人彼此約定一起成為漫畫家。後來在小學5年級時搬離，與壹成同時期出道。
天羽和花（聲優：わらび茶々）
同人界有名的同人漫畫家，筆名「和美」（ナゴミ），伊織的助手。過去是壹成高中漫研社的學妹。
東坊城聖（聲優：花園めい）
壹成與和花的23歲編輯。從小就學習柔道使她養成直率的性格，常常寵愛照顧壹成。

## 主題曲
片頭曲
作詞、作曲：PHA，編曲：山口朗彥，主唱：鈴湯
片尾曲「Lovely Sunny Days!!!」
作詞、作曲：PHA，編曲：山口朗彥，主唱：鈴湯

## 外部連結
- 官方網站 （页面存档备份，存于）（繁體中文）